# Ferienwohnrecht
Unter Ferienwohnrecht (auch Timeshare, Timesharing, Teilzeitwohnrecht, Teilzeiteigentum, Teilnutzungsrecht, Wohnnutzungsrecht) sind Angebote im Hotel- und Touristikbereich zusammengefasst, durch die ein Verbraucher gegen Zahlung eines Gesamtpreises das Recht erwirbt, für die Dauer von mehr als einem Jahr eine Unterkunft für einen bestimmten Zeitraum des Jahres zu nutzen.

## Allgemeines
Weltweit gab es im Jahr 2015 etwa vier Millionen Timesharing-Eigentümer. Bekannte Anbieter sind Marriott International, Hyatt, Hilton, Four Seasons und Hapimag. In den USA fand diese Idee die meisten Anhänger.

## Konzept
Im klassischen Timesharing erwirbt der Kunde das Recht, eine Ferienunterkunft jedes Jahr in einem bestimmten Zeitraum zu bewohnen. Darüber hinaus stehen entgeltliche oder unentgeltliche Dienstleistungen im Rahmen eines hotelähnlichen Service zur Verfügung. Nutzungsrechte sind meist über die Ferienanlage oder einen Treuhänder im Grundbuch verankert und können vererbt, verkauft, vermietet oder verschenkt werden. Es ist üblich, dass der Verbraucher entsprechend seinem Anteil eine jährliche Servicegebühr bezahlt. Nahezu alle Timeshare-Anlagen sind an Ferientauschorganisationen angeschlossen, die den Kunden weltweit Aufenthalte in anderen angeschlossenen Anlagen ermöglichen und darüber hinaus Leistungen eines Reiseveranstalters, wie die Buchung von Flügen oder Mietwagen, anbieten. Die bedeutendsten internationalen Tauschorganisationen sind Interval International (1900 Anlagen in 75 Ländern; 1,2 Mio. Mitglieder) und RCI (3700 Anlagen in mehr als 100 Ländern; 2,8 Mio. Mitglieder).

### Varianten des Urlaubsanspruchs
- Fixed Weeks: Dieselbe Kalenderwoche jedes Jahr in derselben Ferienanlage im selben Appartement oder Appartementtyp.
- Floating Week: Eine beliebige Kalenderwoche innerhalb einer Saison
- Rotation: Alle Eigentümer sollen eine Chance für die beliebtesten Wochen erhalten. Deswegen werden diese Wochen im Rotationsprinzip an die Eigentümer vergeben.
- Aktien- oder Clubsystem: Es werden statt konkreter Ferienwohnrechte Aktien oder Clubanteile erworben, deren Dividende in Form von Urlaubspunkten ausgeschüttet wird. Mit diesen Punkten können dann Urlaubswochen und andere Dienstleistungen in Anspruch genommen werden.[5]

### Varianten der rechtlichen Absicherung
- Dingliche Absicherung durch echtes Bruchteilseigentum: Die Immobilie ist im Eigentum aufgeteilt. Der Erwerber des Ferienwohnrechts wird Eigentümer des entsprechenden Anteils der betreffenden Ferienwohnung und als solcher in das Grundbuch eingetragen.
- Vereinsrechtliche Absicherung: Es wird ein Ferienclub als eingetragener Verein gegründet. Dieser Verein ist in der Regel Eigentümer der Immobilie oder besitzt ein durch das Grundbuch abgesichertes Nießbrauchrecht. Durch die Mitgliedschaft in diesem Verein wird dem Erwerber als wesentliches Recht die Nutzung eines Ferienwohnrechts ermöglicht.
- Schuldrechtliche Absicherung durch Nutzungsvertrag: Der Erwerber des Ferienwohnrechts schließt mit dem Eigentümer oder Nießbrauchberechtigten der Ferienanlage einen Vertrag über die Nutzung einer Ferienwohnung.

## Gesetzliche Grundlagen
Zum 1. Januar 2002 ging das bis dahin in Deutschland bestehende Teilzeit-Wohnrechte-Gesetz (TzWrG) im Bürgerlichen Gesetzbuch – §§ 481 bis 487 BGB – auf.  In den anderen Ländern der EU bestehen vergleichbare gesetzliche Standards, die alle in Umsetzung der Richtlinie 1994/47/EG vom 26. Oktober 1994 (ABl. EG L 280, S. 82) erlassen worden sind. Die wichtigsten rechtlichen Grundlagen werden nachfolgend kurz skizziert.
Ein Unternehmen, das Teilzeit-Wohnrechteverträge anbietet, hat jedem Verbraucher, der Interesse bekundet, einen Prospekt auszuhändigen (§ 482 BGB). Dieser muss unter anderem enthalten:
- Eine allgemeine Beschreibung des Wohngebäudes oder des Bestands von Wohngebäuden
- Namen und Wohnsitz des Unternehmers des Nutzungsrechts, Namen und Wohnsitz des Eigentümers des Wohngebäudes oder der Wohngebäude – bei Gesellschaften, Vereinen und juristischen Personen Firma, Sitz und Name des gesetzlichen Vertreters sowie die rechtliche Stellung des Unternehmers in Bezug auf das oder die Wohngebäude
- Die genaue Beschreibung des Nutzungsrechts nebst Hinweis auf die erfüllten oder noch zu erfüllenden Voraussetzungen, die nach dem Recht des Staates, in dem das Wohngebäude gelegen ist, für die Ausübung des Nutzungsrechts gegeben sein müssen

Der Teilzeit-Wohnrechtevertrag bedarf der schriftlichen Form, soweit nicht in anderen Vorschriften eine strengere Form vorgeschrieben ist (§ 484 BGB). Ein Abschluss des Vertrags in elektronischer Form ist ausgeschlossen. Der Vertrag muss unter anderem folgende Angaben enthalten:
- Namen und Wohnsitz des Verbrauchers
- Die genaue Bezeichnung des Zeitraums des Jahres, innerhalb dessen das Nutzungsrecht jeweils ausgeübt werden kann, die Geltungsdauer des Nutzungsrechts nach Jahren und die weiteren für die Ausübung des Nutzungsrechts erforderlichen Einzelheiten
- Die Erklärung, dass der Erwerb und die Ausübung des Nutzungsrechts mit keinen anderen als den im Vertrag angegebenen Kosten, Lasten oder Verpflichtungen verbunden ist
- Zeitpunkt und Ort der Unterzeichnung des Vertrags durch jede Vertragspartei

Dem Verbraucher steht bei einem Teilzeit-Wohnrechtevertrag ein Widerrufsrecht zu (§ 485 BGB). Die erforderliche Belehrung über das Widerrufsrecht muss Namen und Anschrift desjenigen enthalten, gegenüber dem der Widerruf zu erklären ist, einen Hinweis auf den Fristbeginn sowie darauf, dass der Widerruf keine Begründung enthalten muss, in Textform innerhalb von zwei Wochen gegenüber dem Unternehmer zu erklären ist und dass zur Fristwahrung die rechtzeitige Absendung genügt. Diese Frist kann je nach EU-Staat variieren. So schreibt das spanische Recht eine lediglich 10-tägige Rücktrittsfrist vor, während dem Verbraucher nach belgischem Recht 15 Tage eingeräumt werden.
Der Unternehmer darf Zahlungen des Verbrauchers vor Ablauf der Widerrufsfrist nicht fordern oder annehmen (§ 486 BGB). Zahlungen über einen seriösen Treuhänder sind allerdings gestattet, sofern der Verbraucher die Verfügungsbefugnis über den geleisteten Betrag dadurch nicht verliert.
Die deutschen Schutzvorschriften sind auch dann anwendbar, wenn das Wohnobjekt innerhalb der Europäischen Union und des Europäischen Wirtschaftsraums liegt, aber eine in diesem Sinne außereuropäische Gestaltung zugrunde gelegt wird (Art. 29a Abs. 3 EGBGB). Von den gesetzlichen Bestimmungen für Teilzeit-Wohnrechteverträge darf nicht zum Nachteil des Verbrauchers abgewichen werden (§ 487 BGB).

## Kritik
Der wirtschaftliche Nutzen von Ferienwohnrechten wird teilweise in Frage gestellt. Die Investitionen und die nicht immer vorhersehbaren  Betriebs- und Instandhaltungskosten können dazu führen, dass andere Unterkünfte preiswerter sind. Ferner sind die von den Anbietern beworbenen Tauschbörsen für erworbene Wohnrechte der Kritik ausgesetzt. Diese Kritik betrifft vor allem die Verfügbarkeit in der Hochsaison. Ein weiterer Kritikpunkt ist der Wiederverkauf von Ferienwohnrechten, da dieser zwar in den meisten Fällen theoretisch vorgesehen ist, sich in der Praxis jedoch als schwierig bis unmöglich erweist.
Unseriöse Anbieter versuchen die gesetzlichen Vorschriften durch Schlupflöcher im Gesetz zu umgehen. Außerdem wird kritisiert, dass während der Verkaufsveranstaltungen teilweise erheblicher psychologischer Druck auf die potentiellen Käufer ausgeübt wird und dass sich manche Anbieter unseriöser Drückermethoden bedienen, um Kunden in ihre Verkaufsräumlichkeiten zu locken. Bekannte Methoden um potentielle Kunden in ein Verkaufsgespräch zu verwickeln, sind Gutscheine, Kino- oder Freizeitparktickets und preisgünstige Übernachtungen in einem der Resorts.